# Salacia mamba
Salacia mamba är en benvedsväxtart som beskrevs av N. Hallé. Salacia mamba ingår i släktet Salacia och familjen Celastraceae. Inga underarter finns listade.